# TKS (veicolo spaziale)
TKS (in russo  Транспортный корабль снабжения?, Transportnyi Korabl’ Snabzheniia, Navetta per trasporto di rifornimenti,, codice di designazione 11F72) 
era un veicolo spaziale sovietico concepito alla fine degli anni sessanta per rifornire la stazione spaziale militare Almaz.
Il veicolo era stato progettato sia per voli con equipaggio, sia per voli automatizzati di rifornimento in configurazione cargo. Durante il programma vennero lanciati solo quattro veicoli di test, tre dei quali si agganciarono alla stazione spaziale Salyut, ma il programma non raggiunse mai l'operatività.
La navetta era costituita da due veicoli spaziali collegati tra loro, che entrambi potevano operare indipendentemente:
- la navicella 11F74[2] VA (Vozvraschaemyi Apparat, ovvero "veicolo di rientro", identificato erroneamente in occidente come navicella Merkur), destinato ad accogliere i cosmonauti durante il lancio e il rientro della navicella, contenente i sistemi di supporto vitale e i motori di manovra per il rientro; e
- il modulo 11F77[2] FGB (Funktsionalno-gruzovoy blok, ovvero "modulo funzionale di carico" o in inglese Functional Cargo Block), contenente i motori per le manovre orbitali dell'intero veicolo, i serbatoi e un grande compartimento pressurizzato destinato ai rifornimenti alla stazione spaziale Almaz.

Il modulo FGB era stato concepito per essere utilizzabile anche da solo come modulo cargo, mentre
la navicella VA poteva essere lanciata in configurazione Almaz APOS, connessa al modulo principale 11F71 Almaz-OPS (modulo orbitale pilotato) della stazione spaziale, il quale avrebbe fornito il sistema di manovra orbitale primario.

## Progetto

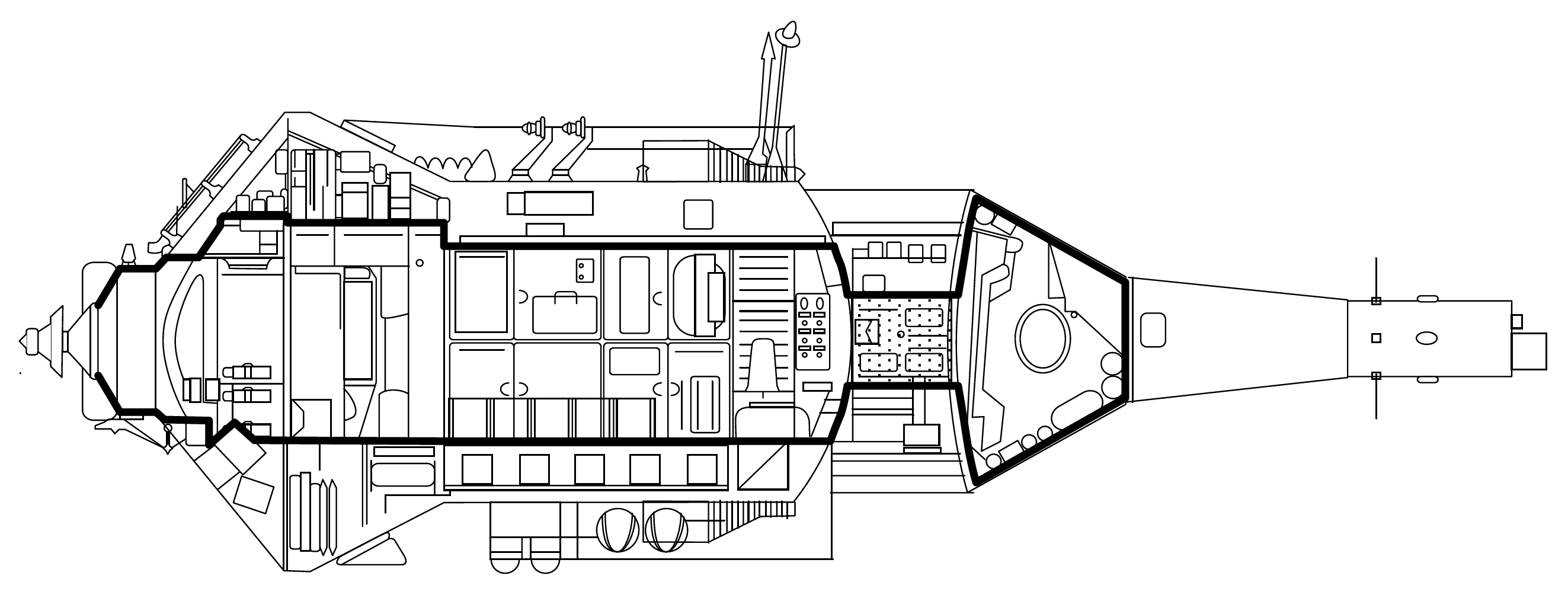
Spaccato del veicolo TKS (i dettagli sono ipotetici). La linea marcata identifica i compartimenti pressurizzati, mentre l'area punteggiata è il tunnel che collega il modulo FGB alla navetta VA.

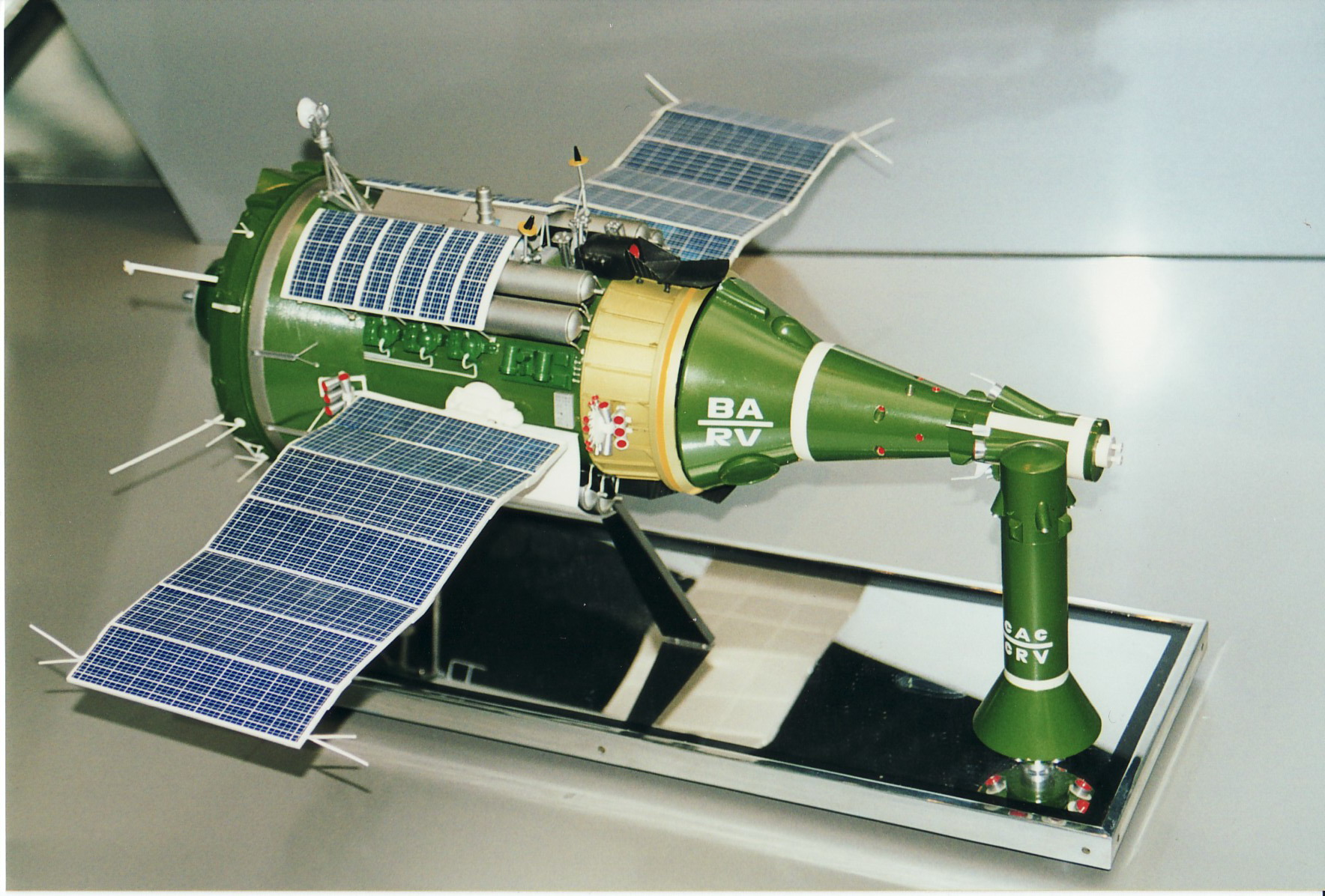
Modello del veicolo spaziale TKS.
Sulla sinistra il modulo FGB, cilindrico, con i suoi pannelli solari. Al centro la navicella VA con la capsula di ritorno per l'equipaggio, conica, e i motori di manovra orbitale nella sezione allungata. Sul fronte si trova il Launch Escape System, collegato alla cima della capsula, che viene eiettato una volta che il lancio abbia avuto successo.

I principali progettisti furono Vladimir Čelomej, per la capsula VA, e Viktor Bugaysky per il modulo FGB.
Il veicolo fu concepito per essere lanciato da un lanciatore Proton e per servire la stazione spaziale militare Almaz. Lo sviluppo dell'intero programma Almaz era iniziato nel 1965, ma era già stato abbandonato prima del primo lancio del TKS, avvenuto nel 1977.
La navicella VA (Vozvrashaemiy Apparat) venne lanciata da sola in quattro missioni di prova, configurata per un equipaggio di due cosmonauti, al fine di verificare il progetto; venne inoltre testato un veicolo completo, sempre privo di equipaggio, e furono eseguite tre missioni di rifornimento in configurazione cargo.

### TKS VA
La navicella TKS VA era un veicolo molto compatto ed efficiente. Nelle missioni tipo, rientrava in atmosfera in due orbite, ma poteva volare autonomamente fino a 31 ore.
La capsula di rientro per l'equipaggio disponeva di un proprio sistema di controllo ambientale ed era equipaggiata di un sistema di stabilizzazione, di un motore di frenatura per l'uscita dall'orbita, di un sistema di paracadute per il rientro e di retrorazzi per l'atterraggio morbido.
Benché estensivamente testata in volo, non venne mai utilizzata in una missione con equipaggio.
Il progetto della navicella derivava da quello del LK-1, il veicolo per la missione circumlunare con equipaggio prevista negli anni sessanta e progettata dallo stesso Čelomej, ed era alla base della capsula equipaggio del lander lunare LK-700. La sua forma era simile a quella del modulo di comando e servizio Apollo della NASA, ma era circa il 30% più piccolo della controparte statunitense.

### TKS FGB
Il modulo FGB era accessibile dalla navicella VA attraverso un corto tunnel.
Il modulo ospitava la camera di pilotaggio, dotata dei sistemi di controllo e dei finestrini necessari alla manovra di aggancio con la stazione spaziale Almaz; vi era inoltre il dispositivo di attracco, con il portellone e l'airlock.

## Missioni

### Voli di prova della navicella VA
Per velocizzare lo sviluppo, vennero effettuati quattro voli di prova con otto navicelle VA prive del modulo FGB:
- il primo test orbitale delle VA Cosmos 881 e Cosmos 882 avvenne il 15 dicembre 1976, con lancio unico e rientro nello stesso giorno;
- nel secondo test delle due navicelle VA #009L/P e VA #009P/P il 4 agosto 1977, il lancio fallì quaranta secondi dopo la partenza: la prima navicella venne distrutta dall'esplosione di un booster, la seconda venne salvata dal sistema di aborto Proton SAS e fu recuperata;
- il terzo test deile VA Cosmos 997 e Cosmos 998 venne effettuato il 30 marzo 1978: le due navicelle, partite insieme, rientrarono separatamente;
- il quarto test delle VA Cosmos 1100 e Cosmos 1101 venne effettuato il 23 maggio 1979: anche in questo caso, le due navicelle partirono insieme e rientrarono separatamente.

### TKS-1
La missione Cosmos 929 fu la prima di un veicolo TKS completo. Lanciata il 17 luglio 1977, era una pura missione di prova, non destinata a raggiungere quindi la stazione spaziale Salyut. La capsula VA rientrò a terra il 16 agosto 1977, mentre il modulo FGB si distrusse rientrando nell'atmosfera il 2 febbraio del 1978.

### TKS-2
Il 25 aprile 1981, TKS-2 fu lanciata senza equipaggio nella missione Cosmos 1267.
Dopo la separazione e il rientro della capsula VA il 24 maggio 1981, mentre il 19 giugno il modulo FGB attraccò alla Saljut 6, dopo 57 giorni di volo autonomo, rimanendovi connesso fino al 29 luglio 1982, quando fu fatto uscire dall'orbita e si distrusse rientrando nell'atmosfera.

### TKS-3
Il 2 marzo 1983, TKS-3 fu lanciata senza equipaggio nella missione Cosmos 1443. L'intero veicolo, compresa la navetta VA, attraccò sulla Saljut 7 due giorni dopo il lancio.
Il 14 agosto venne sganciato dalla stazione spaziale, dopodiché i due componenti si separarono: la navicella VA continuò ad orbitare per altri quattro giorni per dimostrare le proprie capacità di volo autonomo, per poi rientrare il 23 agosto 1983 atterrando a 100 km a sud-est di Aralsk riportando a terra 350 kg di materiale dalla stazione spaziale, mentre il FGB venne fatto uscire dall'orbita il 19 settembre 1983.

### TKS-4

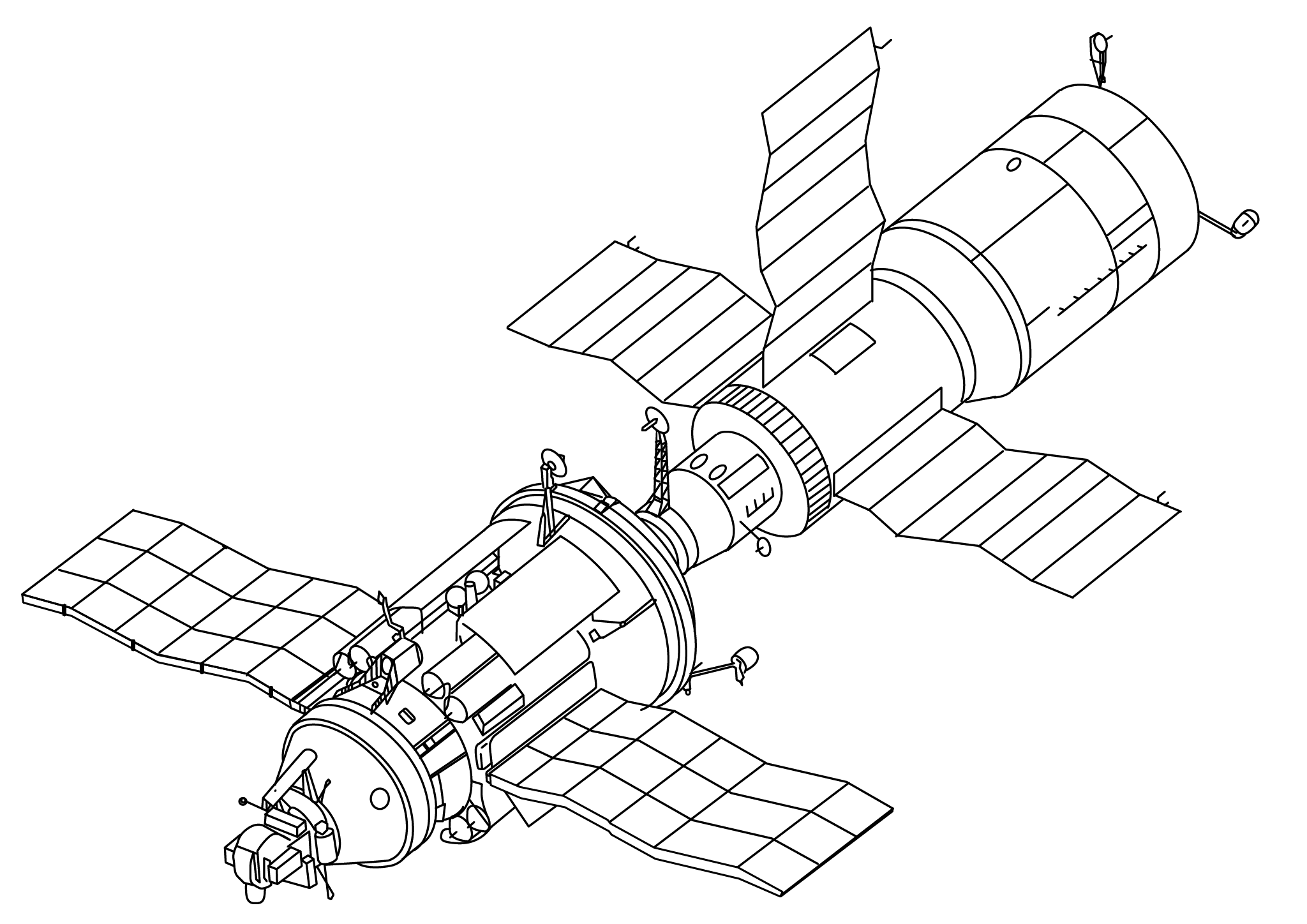
Un disegno dell'ultimo veicolo TKS Cosmos 1686 agganciato alla stazione spaziale Saljut 7. La capsula VA è visibile in basso a sinistra; la sezione apicale che avrebbe contenuto i motori per il de-orbiting, era sostituita da sensori a controllo remoto.

TKS-4 fu lanciato senza equipaggio Cosmos 1686 il 27 settembre 1985.
Al posto di sistemi di atterraggio, ECS, sedili e controlli manuali furono installati un apparato fotografico ad alta risoluzione, un telescopio per gli infrarossi e uno spettrometro per l'ozono.
Il modulo attraccò con successo alla Salyut 7 e l'equipaggio militare della stazione spaziale eseguì un ciclo di esperimenti, che vennero interrotti anticipatamente a causa della malattia del comandante della missione Vladimir Vasyutin, che costrinse i cosmonauti ad un rientro d'emergenza il 21 novembre 1985.
Con la successiva missione Sojuz T-15, ritornata nella stazione nel maggio del 1986, gli esperimenti con il modulo TKS-4 vennero completati e, al termine, l'equipaggiamento fu trasferito sulla nuova stazione spaziale Mir.
Dopo quest'ultima missione, la Saljut 7 fu spostata su di un'orbita più alta in attesa di un nuovo equipaggio che si presumeva sarebbe stato portato dallo shuttle Buran, ma il crollo dell'Unione Sovietica portò alla cancellazione del programma, e così la Saljut 7 con attaccato il TKS Cosmos 1686 finì per rientrare dall'orbita il 7 febbraio 1991, bruciando nell'atmosfera al di sopra dell'Argentina.